# Rubén Ramírez Hidalgo
Rubén Ramírez Hidalgo (ur. 6 stycznia 1978 w Alicante) – hiszpański tenisista.

## Kariera tenisowa
Jako zawodowy tenisista występował w latach 1998–2016.
W grze pojedynczej wygrał 11 turniejów rangi ATP Challenger Tour.
W deblu Hiszpan jest 21-krotnym zwycięzcą turniejów ATP Challenger Tour oraz trzykrotnym finalistą rozgrywek ATP World Tour.
Najwyżej sklasyfikowany w rankingu singlistów był na 50. miejscu na początku października 2006 roku, natomiast w zestawieniu deblistów w listopadzie 2011 roku zajmował 56. pozycję.

### Finały w turniejach ATP World Tour
| Legenda                                      |
| -------------------------------------------- |
| Wielki Szlem                                 |
| Igrzyska olimpijskie                         |
| Tennis Masters Cup / ATP Finals              |
| ATP Masters Series / ATP Tour Masters 1000   |
| ATP International Series Gold / ATP Tour 500 |
| ATP International Series / ATP Tour 250      |

#### Gra podwójna (0–3)
| Końcowy wynik | Nr | Data           | Turniej         | Nawierzchnia | Partner         | Przeciwnicy                     | Wynik finału   |
| ------------- | -- | -------------- | --------------- | ------------ | --------------- | ------------------------------- | -------------- |
| Finalista     | 1. | 4 lutego 2007  | Viña del Mar    | Ceglana      | Albert Montañés | Paul Capdeville Óscar Hernández | 6:4, 4:6, 6–10 |
| Finalista     | 2. | 18 lutego 2007 | Costa do Sauipe | Ceglana      | Albert Montañés | Lukáš Dlouhý Pavel Vízner       | 2:6, 6:7(4)    |
| Finalista     | 3. | 25 lutego 2007 | Buenos Aires    | Ceglana      | Albert Montañés | Sebastián Prieto Martín García  | 4:6, 2:6       |